# Чемпіонат світу з футболу 2026 (кваліфікаційний раунд, УЄФА, група C)
Група C кваліфікації УЄФА Чемпіонату світу з футболу 2026 — одна з 12 груп УЄФА у  кваліфікації чемпіонату світу для визначення команд, які пройдуть до чемпіонату світу 2026. Група C складається з 4 команд: Данії, Греції, Шотландії і Білорусі. Команди зіграють одна з одною вдома та на виїзді за круговою системою.
Матчі відбудуться з 5 вересня по 18 листопада 2025 року.
Переможець групи потрапить напряму до чемпіонату світу, а 2-е місце пройде до другого раунду (плей-оф).

## Турнірна таблиця
| Поз | Команда   | І | В | Н | П | ГЗ | ГП | РГ | О | Кваліфікація                         |       | Данія  | Греція | Шотландія | Білорусь |
| --- | --------- | - | - | - | - | -- | -- | -- | - | ------------------------------------ | ----- | ------ | ------ | --------- | -------- |
| 1   | Данія     | 0 | 0 | 0 | 0 | 0  | 0  | 0  | 0 | Кваліфікація на чемпіонат світу 2026 |       | —      | 12 жов | 5 вер     | 15 лис   |
| 2   | Греція    | 0 | 0 | 0 | 0 | 0  | 0  | 0  | 0 | Вихід до плей-оф                     |       | 8 вер  | —      | 15 лис    | 5 вер    |
| 3   | Шотландія | 0 | 0 | 0 | 0 | 0  | 0  | 0  | 0 |                                      |       | 18 лис | 9 жов  | —         | 12 жов   |
| 4   | Білорусь  | 0 | 0 | 0 | 0 | 0  | 0  | 0  | 0 |                                      | 9 жов | 18 лис | 8 вер  | —         |          |

## Матчі
| 5 вересня 2025 20:45 (21:45 UTC+3) |

| Греція | —                               | Білорусь |
| ------ | ------------------------------- | -------- |
|        | Протокол (FIFA) Протокол (UEFA) |          |

|  |

| 5 вересня 2025 20:45 |

| Данія | —                               | Шотландія |
| ----- | ------------------------------- | --------- |
|       | Протокол (FIFA) Протокол (UEFA) |           |

|  |

| 8 вересня 2025 20:45 |

| Білорусь | —                               | Шотландія |
| -------- | ------------------------------- | --------- |
|          | Протокол (FIFA) Протокол (UEFA) |           |

| Глядачів: 0 |

| 8 вересня 2025 20:45 (21:45 UTC+3) |

| Греція | —                               | Данія |
| ------ | ------------------------------- | ----- |
|        | Протокол (FIFA) Протокол (UEFA) |       |

|  |

| 9 жовтня 2025 20:45 |

| Білорусь | —                               | Данія |
| -------- | ------------------------------- | ----- |
|          | Протокол (FIFA) Протокол (UEFA) |       |

| Глядачів: 0 |

| 9 жовтня 2025 20:45 (19:45 UTC+1) |

| Шотландія | —                               | Греція |
| --------- | ------------------------------- | ------ |
|           | Протокол (FIFA) Протокол (UEFA) |        |

|  |

| 12 жовтня 2025 18:00 (17:00 UTC+1) |

| Шотландія | —                               | Білорусь |
| --------- | ------------------------------- | -------- |
|           | Протокол (FIFA) Протокол (UEFA) |          |

|  |

| 12 жовтня 2025 20:45 |

| Данія | —                               | Греція |
| ----- | ------------------------------- | ------ |
|       | Протокол (FIFA) Протокол (UEFA) |        |

|  |

| 15 листопада 2025 20:45 (21:45 UTC+2) |

| Греція | —                               | Шотландія |
| ------ | ------------------------------- | --------- |
|        | Протокол (FIFA) Протокол (UEFA) |           |

|  |

| 15 листопада 2025 20:45 |

| Данія | —                               | Білорусь |
| ----- | ------------------------------- | -------- |
|       | Протокол (FIFA) Протокол (UEFA) |          |

|  |

| 18 листопада 2025 20:45 |

| Білорусь | —                               | Греція |
| -------- | ------------------------------- | ------ |
|          | Протокол (FIFA) Протокол (UEFA) |        |

| Глядачів: 0 |

| 18 листопада 2025 20:45 (19:45 UTC+0) |

| Шотландія | —                               | Данія |
| --------- | ------------------------------- | ----- |
|           | Протокол (FIFA) Протокол (UEFA) |       |

|  |

## Позначки
1. 1 2 3 4 5 6  Через використання території Білорусі у расійському вторгненні в Україну, УЄФА зобов'язали білоруські команди проводити домашні матчі на нейтральному полі та без глядачів до подальших повідомлень.[2]